# Sonate K. 225
Pour la sonate de Mozart, voir Sonate d'église no 8 de Mozart.
La sonate K. 225 (F.173/L.351) en ut majeur est une œuvre pour clavier du compositeur italien Domenico Scarlatti.

## Présentation
La sonate K. 225 en ut majeur, notée Allegro, est la première d'une paire avec la sonate suivante.

## Manuscrits
Le manuscrit principal est le numéro 20 du volume III de Venise (1753), copié pour Maria Barbara ; l'autre est Parme V 9.

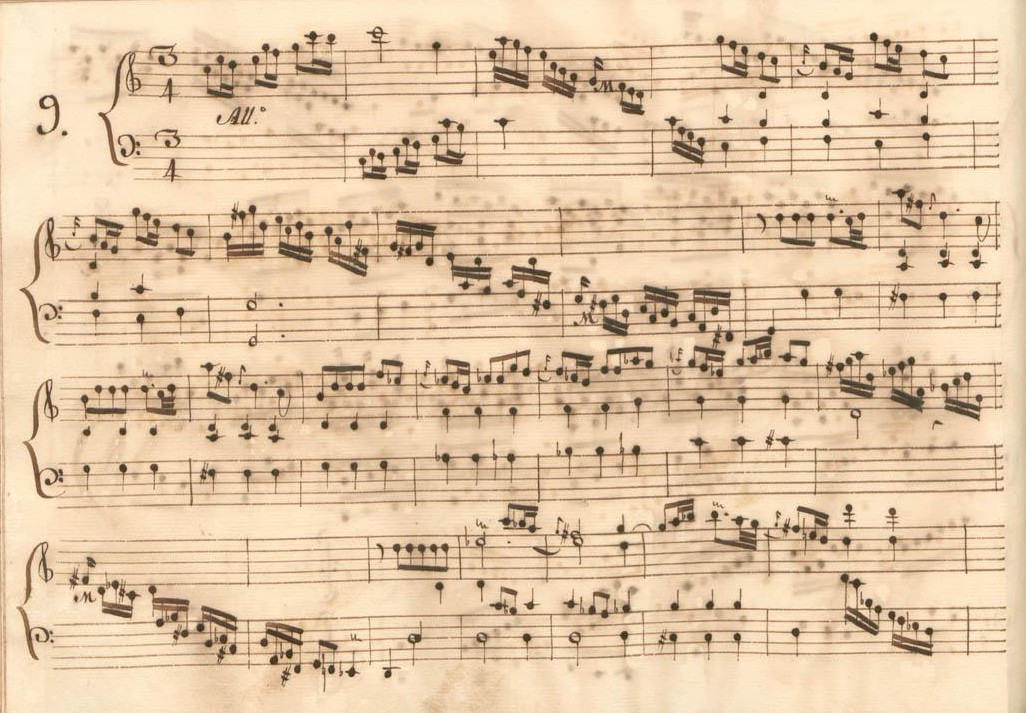
Parme V 9.
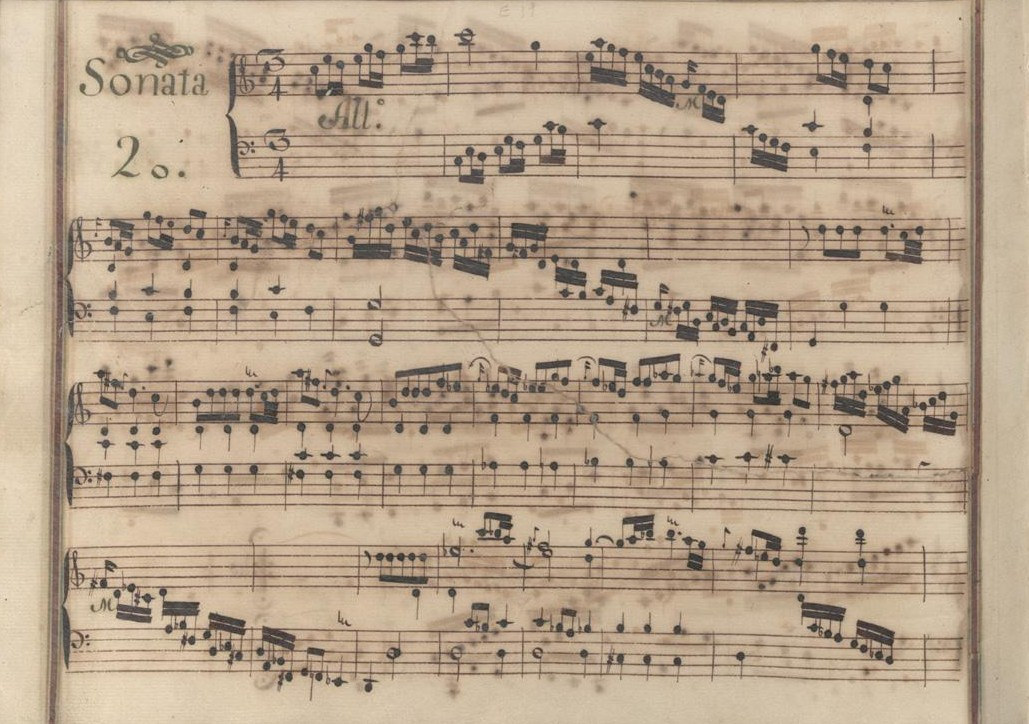
Venise III 20.

## Interprètes
La sonate K. 225 est peu jouée, mais défendue au piano notamment par Carlo Grante (2009, Music & Arts, vol. 2), Alice Ader (Fuga Libera), Sonia Rubinsky (2016, Arabesque) ; au clavecin par Scott Ross (1985, Erato), Richard Lester (2001, Nimbus, vol. 2) et Pieter-Jan Belder (Brilliant Classics, vol. 5).

## Sources
: document utilisé comme source pour la rédaction de cet article.
- Ralph Kirkpatrick (trad. de l'anglais par Dennis Collins), Domenico Scarlatti, Paris, Lattès, coll. « Musique et Musiciens », 1982 (1re éd. 1953 (en)), 493 p. (ISBN 978-2-7096-0118-4, OCLC 954954205, BNF 34689181).
- Alain de Chambure, « Domenico Scarlatti : Intégrale des sonates — Scott Ross », Erato (2564-62092-2), 1985 (OCLC 891183737) .